# 印度航空开发局
印度航空开发局（Aeronautical Development Agency，缩写ADA），成立于1984 年，隶属于印度国防部国防研发司，负责统筹国产轻型战斗机 (LCA) 计划。目前已开发出光辉战斗机，并且正在开发先进中型战机（HAL AMCA）、双发舰载战机（HAL TEDBF）和奥拉无人作战飞机（DRDO Ghatak）。

## 下属机构
- 安全管理系统
- 系统设计和评估设施
- 计算中心
- 铁鸟
- LCA 机库
- 闪电测试设备
- 虚拟现实
- 风洞测试设备

## 软件开发
ADA建立了先进的计算中心，拥有多种强大的设备和软件。 ADA在计算机辅助设计（CAD）、计算机辅助工程（CAE）、计算机辅助制造（CAM）、航空电子、系统、独立验证和验证、飞行模拟等领域开发了专业软件，并与波音、空中客车、IBM、达索系统、参数技术公司(PTC) 等领先的跨国公司建立商业伙伴关系。以下是为轻型战机开发计划开发的一些软件：
- Autolay
- CADTRANS
- FINESSE
- FINEGRAF
- GITA
- PRANA
- GNRETING